# 삼일교회
삼일교회(三一敎會)는 대한민국 서울특별시 용산구 청파동에 위치한 대한예수교장로회(합동) 평양제일노회 소속의 교회이다. 담임목사는 송태근이며 대한민국 교회 중에서 청년 성도 비율이 높은 교회다.

## 역사
1954년 2월 28일 서울특별시 용산구 갈월동에서 첫 예배를 집행했고, 3월 1일 창립예배를 집행하였다. 같은 해 5월 현재의 용산구 청파동으로 교회건물을 이전했다. 1955년 12월 한병혁이 초대 위임 목사로 부임했다. 1976년 7월 16일 김영규가 2대 위임 목사로 부임했다.
1993년 12월 25일 전병욱이 3대 위임 목사로 부임하여 당시 80명 수준이던 예배 참석자 수를 15년 만에 200배로 증가시켰다. 2008년 10월 기준으로 출석 신도 수가 1만 6천 명임에 비해 교역자는 12명, 장로는 7명에 불과하다.
본당만으로 참석자들을 수용하기가 곤란해지자 1999년 3월부터 인근의 숙명여자대학교 대강당을 빌려 주일예배를 집행해 왔으며, 이후 교회건물을 신축 및 매입하여(B, C관) 수용능력을 늘렸다. 숙명여자대학교 측과의 임대계약 만료로 대강당 예배를 2009년 3월 말 종료했다. 대학교 측은 학생들이 소음문제 등을 호소하여 대강당 계약을 만료했다.
삼일교회 당회(임시당회장 길자연)는 2012년 5월 27일 저녁 임시 당회를 열어 새 담임목사 최종 후보로 강남교회 송태근 목사를 선임했으며 6월 3일 전 교인에게 청빙 사실을 공지하고  6월 10일 공동의회를 열어 청빙 찬반투표를 진행하어 세례 교인의 의결정족수 3분의 2로 당회는 평양노회에 청빙 허락 청원을 보내 송 목사를 담임목사로 확정했다.

## 특기사항
교회의 비전은 '선교하는 교회' '다음 세대를 생각하는 교회' '세상의 이웃이 되는 교회'이며 실제로 대한민국에서 청년 성도 비중이 가장 높은 교회로 알려져 있다.
헌금의 절반 이상을 선교와 구제비용으로 사용한다고 밝히고 있으며 서울역 사랑부를 만들어 노숙인을 위해  서울역에서 매주 화요일 도시락 나눔과 매일 아침 식사를 무료로 운영하면서 일부 노숙인을 위해 고시원 건물을 매입하여 주거 공간으로 사용할 수 있게 한다.  경기도 남양주에 삼일기도원 함께 운영하고 있다.

## 논란

### 전병욱 목사의 성 범죄
전병욱 목사가 성추행, 성폭행을 했음에도 성추행과 성폭행 문제를 제기한 신자를 가해자로 고소를 했다.

### 세월호 행사 개최
세월호 유가족으로 구성된 416합창단과 송정미 홍순관 등 크리스천 아티스트들이 함께 하는 세월호를 기억하는 음악회 ‘세 번째 봄, 열일곱의 노래’가 삼일교회에서 개최한다는 사실이 공지하자 "정치적인 행사를 왜 하느냐"는 등의 정치적인 항의전화가 교회에 쏟아졌으나 기독교 신문인 국민일보는 "예수라면 어떻게 했을까" 물으며 "'우는 자들과 함께 울라'(롬 12:15)라는 말씀을 잊지 않았으면 좋겠습니다"라고 일침했다..  

### 감금폭행범 신배호의 음악 콘서트 개최
여자친구 감금 및 폭행으로 3차례에 걸쳐 체포되었으며 현재 미국에서 재판 중에 있는 신배호(활동명 로키신, 바비 신)가 2011년 한국에서 총괄기획하여 진행한 '원보이스 워십 콘서트 콘서트'의 장소가 삼일교회 B관 이었다. 이에 신배호와 삼일교회의 관계가 초미의 관심사로 부각되고 있다.